# José Luis Sánchez Martín
José Luis Sánchez Martín, conocido como José Sánchez, (Guadamur, 24 de noviembre de 1963) es un modista y diseñador de moda español.

## Biografía
José Luis Sánchez Martin, natural de Guadamur y conocido como José Sánchez, comenzó su carrera en los 80 cuando ganó el concurso de diseño que se realizaba en Máscara en colaboración con la Cámara de Comercio.
Un año más tarde, el diseñador volvió a ganar el concurso realizando diseños para el concurso de Miss España.
Desde entonces se ha establecido como uno de los diseñadores de moda toledano más destacados con desfiles anuales a cargo de instituciones gubernamentales como el Ayuntamiento de Toledo que le invitó a presentar sus últimas creaciones en desfiles en frente del mítico ayuntamiento durante las fiestas de Toledo. Sánchez hizo paseos de modelos en el Miradero:el desfile “Homenaje a El Greco’, en 2011, y en 2012 su ‘Sueño de una noche de verano’ en los jardines del Alcázar.
En 2012 realizó los trajes de los Reyes Magos para la Cabalgata anual. Fueron donados por el diseñador a la ciudad y expuestos en el hall del Teatro de Rojas. Sus diseños estaban basados en la tradición napolitana, con toques teatrales y adaptado a la cultura toledana.
2016 en la semana gourmet El Centro Cultural San Marcos acogió su pase de modelos, con una degustación de productos típicos, un maridaje de gastronomía y moda. En 2018 presentó su desfile en homenaje a los años 80. El mismo año hizo su desfile singular "Posando con Picasso" en la Iglesia de San Sebastián de Toledo durante la exposición “En cama con Greco y Picasso del artista suizo Daniel Garbade”. Repitió esta experiencia unos años más tarde y a cargo del Consorcio de Toledo en la muestra “Selfies del Pasado” en el Oratorio de San Felipe Neri.
En 2022 presentó el espectáculo titulado 'Resurgir',con él, el diseñador ha querido mostrar el renacer de la vida en las calles y el regreso del turismo después de la pandemia del Covid.
En esta ocasión el diseñador ha utilizado más de 1.300 metros de tela. Estuvo inspirado en la figura de Alfonso X El Sabio, María José Acevedo, periodista de la cadena Cope fue la encargada de presentar el desfile, a las puertas de la Catedral con motivo de la celebración del VIII centenario del nacimiento del rey.
José Sánchez es habitual tertuliano en programas televisivas y de Radio en Toledo. Se casó con Martín Doblado en una boda oficiado por la alcaldesa de Toledo Milagros Tolón en 2017.

## Premios
El diseñador fue galardonado con el premio anual de la Cope en 2017.